# R. Edward Freeman
R. Edward Freeman (nacido el 18 de diciembre de 1951) es un filósofo americano y profesor de administración empresarial en el "Darden School"  de la Universidad de Virginia, particularmente conocido por su trabajo en la  teoría de stakeholder (1984) y en trabajos empresariales.

## Biografía
Nacido en Columbus, Georgia, Freeman recibió un B.A en matemáticas y filosofía en la Universidad Duke en 1973 y un Ph.D. En filosofía en la Universidad Washington en San Luis en 1978.
Freeman dio clases en la Universidad de Minnesota y en Escuela de negocios Wharton, actualmente es profesor en Elis y Signe Olsson en Administración Empresarial en el Darden School de la Universidad de Virginia. También es director académico del "Business Roundtable Institute for Corporate Ethics" , y director del Centro de ética aplicada Darden Olsson. En 1994 Freeman sirvió como presidente de la Sociedad para Ética Empresarial. Es uno  de los editores ejecutivos del diario "Philosophy of Management"   y  sirve como editor para el "Ruffin Series in Business Ethics" de Oxford Prensa Universitaria.
En 2001 Freeman fue otorgado el "Pioneer Award for Lifetime Achievement" por el Instituto de Recursos Mundial y por el Instituto Aspen, y en 2005 el Consejo Estatal de Virginia de Educación superior le honraron con el Premio de Facultad Excepcional.

## Trabajo
Freeman es particularmente conocido por su trabajo en la teoría de las partes interesadas, originalmente publicada en su libro "Strategic Management: A Stakeholder Approach" en 1984. Ha colaborado en otros libros de estrategia corporativa y ética empresarial. También, recientemente ayudó en la creación de libros empresariales como El Portátil MBA y el Blackwell  Manual de Administración Estratégica. Su más reciente libro, Managing for Stakeholders, fue publicado en el 2007.

### Teoría de los stakeholders
La teoría de los stakeholders o grupos de interés es una teoría  de administración organizativa y empresarial que enfatiza la moral y los valores en las gestiones de una organización. Originalmente fue detallado por Freeman en el libro Strategic Management: a Stakeholder Approach, e identifica y modela los grupos que son "stakeholders" de una corporación, ambos describen y recomiendan métodos por los cuales una administración puede dar la debida consideración a los intereses de esos grupos. En corto, intenta señalar el "Principio de Quién o Qué Realmente Cuentas."
En la visión tradicional de una empresa, la perspectiva de un accionista, los accionistas son los dueños de la compañía, y la empresa tiene un deber fiduciario que obliga a  poner sus necesidades primero, para así aumentar su valor. Aun así, la teoría "stakeholder" establece que hay otros partidos envueltos, incluyendo cuerpos gubernamentales, grupos políticos, asociaciones de comercio, sindicatos, comunidades, financieros, proveedores, empleados, y clientes. A veces incluso los competidores se clasifican como "stakeholders" - su estado se deriva de su capacidad para afectar a las empresas y a accionistas moralmente legítimos. La naturaleza de qué es un stakeholder es altamente debatida (Miles, 2012), con varias definiciones que existen en la literatura académica (Miles, 2011).

### Responsabilidad social corporativa
Responsabilidad social corporativa (CSR)  es una forma de autorregulación corporativa integrada a un modelo empresarial. La política de CSR funciona como funciona como un mecanismo incorporado y autorregulado mediante el cual una empresa monitorea y garantiza su cumplimiento activo dentro del espíritu de la ley, estándares éticos, y normas internacionales. CSR Es un proceso con el objetivo de asumir la responsabilidad de las acciones de la empresa y fomentar un impacto positivo a través de sus actividades en el entorno, consumidores, empleados, comunidades, "stakeholders" y todos otros miembros de la esfera pública quiénes también pueden ser considerados como stakeholders.
El término "responsabilidad social corporativa" entró en uso común a fines de la década de 1960 y principios de la década de 1970 después de que muchas corporaciones multinacionales formaron el término "stakeholder", que se definió como aquellos en quienes las actividades de una organización tienen un impacto. Se usó para describir a los propietarios corporativos más allá de los accionistas a raíz de un libro influyente de Freeman, Strategic management: a stakeholder approach publicado en 1984. Defensores argumentan que las empresas obtienen más beneficios a largo plazo al operar con perspectiva, mientras los críticos argumentan que CSR distrae el rol económico de las empresas. Otros argumentan  que CSR es meramente una exhibición, o un intento de adelantarse al papel de los gobiernos como guardianes de las poderosas corporaciones multinacionales. La anticipación de tales conceptos aparece en una publicación que surgió en 1968  por el economista italiano Giancarlo Pallavicini, creador del "Método de la descomposición de los parámetros" para el cálculo de los resultados no cuesta directamente al negocio, con respecto a cuestiones éticas, morales, sociales, culturales y ambientales.